# 上野忠
上野 忠（うえの ただし、1972年11月2日 - ）は、茨城県出身の元プロ野球選手（捕手）。

## 来歴・人物
霞ヶ浦高時代は、3年次に春のセンバツに出場。初戦で、天理高に敗れた。
1990年オフ、ドラフト外でヤクルトスワローズに入団。しかし、当時のヤクルトは捕手が充実しており目立った活躍はできず、1999年オフに自由契約となった。
2001年、ブルペン捕手としてオリックス・ブルーウェーブと契約した。
2005年、球団の合併により新規参入した東北楽天ゴールデンイーグルスに移り、2010年までブルペン捕手を務めた。ブルーウェーブのブルペンスタッフで楽天へ移籍したのは上野だけで、「新規球団で一からやってみたかった」と2005年のMSNのインタビューで答えている。
現在は元楽天の森田丈武が運営する「JOBU BASEBALL ACADEMY」の臨時バッテリーコーチを務める。

## 詳細情報

### 年度別打撃成績
- 一軍公式戦出場なし

### 背番号
- 72（1991年 - 1996年）
- 69（1997年 - 1999年）
- 107（2001年 - 2004年）
- 101（2005年 - 2010年）